# لوتشيانو باربوسا
لوتشيانو باربوسا هو لاعب كرة قدم برازيلي، ولد في 30 ديسمبر 1976.

## وصلات خارجية
- لوتشيانو باربوسا على موقع SquashInfo.com (الإنجليزية)